# Conflicte entre Gaza i Israel de novembre de 2019
El conflicte entre Gaza i Israel de novembre de 2019, anomenat per Israel Operació Cinturó Negre (hebreu: מבצע חגורה שחורה‎), va enfrontar les Forces de Defensa d'Israel (FDI) i l'organització militar Gihad Islàmic Palestí (GIP) després dels atacs selectius contra alts dirigents del GIP: el comandant Baha Abu al-Ata a Gaza i l'intent d'assassinat del comandant superior del GIP Akram al-Ajuri a Damasc, Síria.
El GIP va respondre amb el llançament de coets a Israel, incloent coets de llarg abast disparats cap a Tel-Aviv, que van provocar diversos ferits civils. En resposta a aquests llançaments, Israel va dur a terme atacs aeris i bombardejos d'artilleria sobre la Franja de Gaza, matant i ferint diversos militants i civils.
Un alto el foc va entrar en vigor després de 48 hores d'enfrontaments.

## Esdeveniments

### Gihad Islàmic Palestí i Baha Abu al-Ata
El Gihad Islàmic Palestí és el segon grup militant a Gaza després de Hamàs, el partit polític i militar que hi governa. L'any 2018, Ziyad al-Nakhalah va ser nomenat líder del GIP després que el seu predecessor dimitís per problemes de salut. L'Iran havia pressionat el grup perquè no nomenés Mohammed al-Hindi com a segon al comandament perquè volia que establís vincles amb partits de Turquia, Qatar i Egipte En el seu lloc van nomenar a Akram al-Ajuri, que també va ser objectiu d'Israel el 12 de novembre. Dins d'aquestes lluites de poder Baha Abu al-Ata, principal objectiu de l'atac israelià, va destacar com a figura. Era el comandant del sector nord del GIP de la Franja de Gaza i Israel el considerava responsable dels atacs amb coets sobre Israel.

### Converses entre Israel i Hamàs
Els enfrontaments van esclatar durant les converses entre Israel i Hamàs sobre una solució futura al conflicte entre tots dos.Durant la segona quinzena d'octubre de 2019, membres del GIP, inclòs Abu al Ata, van ser convidat a la capital egípcia per discutir la pau futura amb Israel. Egipte havia intentat convidar membres tant de les branques militars com polítiques del grup, a la vista de les seves disputes internes. Els representants del GIP van informar que les converses havien estat bones i que havien posat els fonaments per a una major cooperació amb Hamàs i entre ambdós grups i Egipte per aconseguir un acord amb Israel. El govern egipci havia fet el gest d'alliberar 25 membres del grup empresonats i els va deixar tornar a Gaza, un moviment que va ser coordinat amb Israel.
Deu dies després de les converses, el GIP va llançar coets contra les comunitats israelianes prop de Gaza. Hamàs i Egipte van mostrar el seu desacord amb aquesta acció. Egipte també va amenaçar amb aturar la mediació amb Israel si Hamàs no podia frenar el GIP. Israel va considerar a Abu al-Ata responsable dels atacs amb coets.

### Assassinat selectiu de Baha Abu al-Ata
Abans de l'alba del 12 de novembre, la Força Aèria israeliana (FAI) va dur a terme un atac per eliminar a Baha Abu al-Ata a Gaza. L'atac aeri va colpejar l'últim pis d'un edifici d'apartaments on dormia, matant-lo a ell i a la seva dona. Dues persones més van resultar ferides. Simultàniament, els mitjans de comunicació estatals sirians van declarar que Israel havia disparat 3 míssils contra una casa de Damasc, dirigits contra Akram al-Ajuri. Els atacs no van matar al-Ajuri, però 2 persones, inclòs el seu fill, van morir i 6 més van resultar ferides. Més tard aquell dia, Israel va confirmar l'atac contra al-Ata, al·legant que havia estat responsable de diversos atacs contra Israel durant el 2019, inclosos desenes de llançaments de coets durant els enfrontaments del maig de 2019 i atacs de franctiradors contra soldats israelians. Aquest atac va marcar un canvi en la política estratègica d'Israel contra Gaza, ja que fins llavors els atacs israelians havien estat contra Hamàs, considerat el principal responsable de les agressions contra Israel des de Gaza.
Immediatament després dels assassinats inicials i del foc de resposta des de Gaza, el Comandament del Front Interior va posar part de la població israeliana en aïllament parcial segons la zona. Es va dir als ciutadans del sud i centre d'Israel que s'abstinguessin de tota congregació, que es quedessin a casa i que no anessin als llocs de treball considerats "no crítics"; totes les escoles i universitats van romandre tancades fins a nou avís.

## Cronologia

### 12 de novembre
El llançament de coets va començar poc després dels atacs selectius dels líders del GIP a Gaza i Síria. El llançament de coets va ser represaliat amb atacs aeris israelians i bombardejos d'artilleria a Gaza. Al final del dia, les FDI van informar que havien dut a terme 20 atacs aeris i 10 bombardejos d'artilleria com a resposta a uns 200 coets llançats des de Gaza. Segons les FDI, el 90% dels coets havien estat interceptats pel sistema de defensa Cúpula de Ferro. El Magen David Adom havia atès 46 persones, la majoria de les quals havien resultat ferides mentre corrien a buscar refugi. Al llarg del dia, veient que la reacció de Gaza havia estat menys violenta del previst, les restriccions establertes per als ciutadans israelians es van anar retirant lentament i la gent va poder tornar a la feina/ o a l'escola al centre d'Israel. Al sud d'Israel, el llançament de coets va continuar durant la nit.
Durant el dia del funeral d'al-Ata, el dirigent del Gihad Islàmic, Khaled al-Batsh, va titllar els dos atacs israelians a Gaza i Síria com a "declaració de guerra" i va prometre que la resposta del grup "saccejaria l'entitat sionista". Hamàs va declarar que l'assassinat d'al-Ata no quedaria impune.

### 13 de novembre
Després de sis hores sense cap atac per part d'ambdós bàndols entre dimarts i dimecres, el llançament de coets des de Gaza es va reprendre amb un bombardeig matinal que va arribar fins a Netivot al sud i Betxèmeix al centre d'Israel. Els coets van ser interceptats. En un dels atacs, les Forces aerees israelianes va atacar un esquadró de llançament de coets palestí. Els palestins van informar que dues persones havien mort i dues més havien resultat ferides en aquest atac. Entre els llocs destruïts per la FAI hi havia bases de llançament i una base d'entrenament de la GIP a la ciutat de Gaza, que segons les FDI també allotjava una fàbrica de peces de coets. El nombre de morts pels atacs aeris sobre Gaza va pujar fins als 26 aquell dia. Les FDI van afirmar que dels primers 24 morts a Gaza, 20 eren milicians. Les FDI només van proporcionar noms i imatges de nou d'ells. Entre els morts en els atacs aeris israelians hi havia un comandant de camp del GIP i un pare palestí amb dos dels seus fills. Com a resultat dels combats, es van aturar els disturbis palestins de divendres a la frontera de Gaza.
De nit es va informar que més de 400 coets havien estat disparats des de Gaza contra Israel des del començament de les hostilitats. El 60% dels coets van impactar sobre camps oberts, i les FDI va dir que el sistema de defensa Cúpula de Ferro havia tingut una taxa d'èxit del 90% contra els coets que s'havien projectat per colpejar zones poblades. La majoria dels coets llançats aquell dia anaven dirigits a les comunitats israelianes properes a Gaza, com Asdod, a uns 25 quilòmetres al nord de Gaza. El portaveu del GIP, Abu Hamza, va afirmar que el grup havia encertat llocs militars israelians sensibles i que Israel ho estava amagant. També va afirmar que Israel amagava els danys causats a fàbriques, cases de civils als voltants de Gaza i les zones urbanes. Els mitjans israelians van publicar diverses imatges i vídeos d'atacs directes sobre les comunitats israelianes. En una declaració feta pel líder del GIP, al-Nakhalah no va esmentar cap emplaçament militar afectat i va dir que malgrat els danys menors causats a les ciutats, el missatge havia arribat, ja que moltes ciutats d'Israel s'havien tancat al so de les sirenes.
Al migdia, un funcionari del GIP va declarar que el grup no estava interessat en discutir un alto el foc amb Israel de moment i que només ho faria després que s'hagues lliurat el "missatge" a Israel. Mentre els trets continuaven, el líder del GIP Ziad al-Nakhalah es va dirigir al Caire al vespre per discutir un alto el foc amb els egipcis. El coordinador especial de les Nacions Unides per al procés de pau de l'Orient Mitjà, Nickolay Mladenov, també va arribar al Caire aquella nit. Un funcionari israelià va confirmar les converses entre Israel i el GIP. Al-Nakhalah va detallar els termes per a un alto el foc en una entrevista al canal de televisió libanès Al Mayadeen. Va exigir a Israel que prengués mesures per alleujar el bloqueig de la Franja de Gaza, que aturés els assassinats selectius a Cisjordània i la Franja de Gaza i que deixés d'utilitzar munició real contra els manifestants a la tanca fronterera amb Gaza. Poques hores després de l'emissió de l'entrevista, un coet des de Gaza va arribar a la ciutat de Rehovot, a uns 25 quilòmetres de Tel-Aviv. La FAI va atacar una base naval del GIP prop de Khan Yunis al sud de la Franja de Gaza en represàlia. Fonts israelianes van afirmar que el GIP estava intentant crear una falsa impressió dels èxits.
Mentre els atacs amb coets continuaven sobre el sud d'Israel a mitjanit, 8 persones van morir en un atac israelià a Deir al-Balah. Fonts palestines van afirmar que entre ells hi havia dues dones i cinc joves, tots civils.

### 14 de novembre
El 14 de novembre, el GIP va dir que s'havia acordat un alto el foc negociat per Egipte amb Israel. La treva havia entrat en vigor a les 5:30 hora local (03:30 GMT), segons el portaveu del GIP, Musab al-Braim. Va afirmar que "Israel s'ha rendit a les condicions de la resistència". Malgrat aquestes declaracions, menys d'una hora després de l'inici oficial de la treva, es va disparar un coet sobre les comunitats israelianes properes a Gaza. Més tard, es van disparar més coets sobre Ascaló i Netivot, on va caure metralla prop d'una llar d'infants. Quan van acabar els atacs amb coets i els atacs aeris, Israel va anar aixecant gradualment totes les restriccions de seguretat als seus ciutadans fins que totes les comunitats van poder tornar a la vida normal al migdia. Més tard durant el dia, el Gihad Islàmic Palestí va violar la treva quatre vegades, i les FDI van respondre atacant Rafah.

## Víctimes i danys
Un total de 34 persones van morir a Gaza durant les 48 hores d'enfrontaments. Segons Israel, 25 d'ells eren militants. El ministre de Treball palestí a Gaza va estimar el dany causat pels atacs d'Israel en mig milió de dòlars nord-americans. Les FDI van informar que s'havien disparat 450 coets des de Gaza des del començament dels enfrontaments abans de l'alba del 12 de novembre.